# Flakeberg
Flakeberg is een plaats in de gemeente Grästorp in het landschap Västergötland en de provincie Västra Götalands län in Zweden. De plaats heeft 58 inwoners (2005) en een oppervlakte van 9 hectare.